# Європеада
Європеада (англ. Europeada) — футбольний турнір серед команд, що представляють етнічні спільноти Європи. Відбувається раз на чотири роки паралельно з чемпіонатом Європи УЄФА. Турнір організовують Федералістський союз європейських етнічних спільнот (FUEN) спільно з етнічною спільнотою, що приймає конкретне змагання.  
Перша Європеада відбулася напередодні Євро 2008, її організувала ретороманська спільнота в швейцарському кантоні Ґраубюнден. Тоді у фіналі зіграли Спільнота Південного Тиролю проти Хорватської меншини в Сербії, матч завершився перемогою Південного Тиролю 1:0. Друга Європеада відбувалася з 16 по 2 червня 2012 у Верхній Лужиці (Німеччина). Третя — з 18 по 26 червня 2016 в Південному Тиролі (Австрія). Четверта має відбутися в Каринтії (Словенія) в червні 2020.
На відміну від VIVA World Cup, в якому беруть участь збірні невизнаних, частково визнаних чи непроголошених країн, що декларують бажання приєднатися до ФІФА, Європеада є турніром серед команд малих етнічних спільнот Європи, незалежно від їхнього політичного статусу. Серед учасників турніру команди малих народів, як-от ретороманців, лужицьких сербів, а також команди етнічних мешин, наприклад, німців Угорщини чи хорватів Румунії, деякі з яких не мають ані територіальної, ані мовної автономії (наприклад, німці Росії).

## Турніри

### Європеада 2008

#### Груповий етап
Група A
| Команда 1      | Рахунок | Команда 2        |
| -------------- | ------- | ---------------- |
| Ретороманці    | 5:1     | Німці з Угорщини |
| Валлійці       | 0:2     | Німці з Польщі   |
| Валлійці       | 0:4     | Ретороманці      |
| Німці з Польщі | 4:0     | Німці з Угорщини |
| Валлійці       | 3:3     | Німці з Угорщини |
| Німці з Польщі | 3:3     | Ретороманці      |

| М  | Команда          | І | В | Н | П | МЗ | МП | РМ | О |
| -- | ---------------- | - | - | - | - | -- | -- | -- | - |
| 1. | Німці з Польщі   | 3 | 2 | 1 | 0 | 9  | 3  | +6 | 7 |
| 2. | Ретороманці      | 3 | 2 | 1 | 0 | 12 | 4  | +8 | 7 |
| 3. | Валлійці         | 3 | 0 | 1 | 2 | 3  | 9  | −6 | 1 |
| 4. | Німці з Угорщини | 3 | 0 | 1 | 2 | 4  | 12 | −8 | 1 |

Група B/C
| Команда 1         | Рахунок | Команда 2         |
| ----------------- | ------- | ----------------- |
| Південні тирольці | 3:0     | Арумуни з Румунії |
| Данці з Німеччини | 15:1    | Каталонія         |
| Данці з Німеччини | 0:3     | Південні тирольці |
| Арумуни з Румунії | 6:1     | Карачаївці        |
| Каталонія         | 0:19    | Арумуни з Румунії |
| Карачаївці        | 1:7     | Південні тирольці |
| Данці з Німеччини | 6:1     | Карачаївці        |
| Каталонія         | 0:5     | Ретороманці       |

Примітка: Для того, аби каталонці мали в активі три гри, в останньому матчі з ними зіграли ретороманці з групи A. Втім результат цього матчу Ретороманцям не зарахували.
| М  | Команда           | І | В | Н | П | МЗ | МП | РМ  | О |
| -- | ----------------- | - | - | - | - | -- | -- | --- | - |
| 1. | Південні тирольці | 3 | 3 | 0 | 0 | 13 | 1  | +12 | 9 |
| 2. | Данці з Німеччини | 3 | 2 | 0 | 1 | 21 | 5  | +16 | 6 |
| 3. | Арумуни з Румунії | 3 | 2 | 0 | 1 | 25 | 4  | +21 | 6 |
| 4. | Карачаївці        | 3 | 0 | 0 | 3 | 3  | 19 | −16 | 0 |
| 5. | Каталонці         | 3 | 0 | 0 | 3 | 1  | 39 | −38 | 0 |

Примітка: Данці отримали бонус fair play, тож фінішували вище за арумунів.
Група D
| Команда 1        | Рахунок | Команда 2       |
| ---------------- | ------- | --------------- |
| Німці з Данії    | 19:4    | Північні фризи  |
| Хорвати з Сербії | 0:2     | Роми з Угорщини |
| Хорвати з Сербії | 12:1    | Німці з Данії   |
| Роми з Угорщини  | 46:1    | Північні фризи  |
| Хорвати з Сербії | 21:2    | Північні фризи  |
| Роми з Угорщини  | 3:0     | Німці з Данії   |

| М  | Команда          | І | В | Н | П | МЗ | МП | РМ  | О |
| -- | ---------------- | - | - | - | - | -- | -- | --- | - |
| 1. | Роми з Угорщини  | 3 | 3 | 0 | 0 | 51 | 1  | +50 | 9 |
| 2. | Хорвати з Сербії | 3 | 2 | 0 | 1 | 33 | 5  | +28 | 6 |
| 3. | Німці з Данії    | 3 | 1 | 0 | 2 | 20 | 19 | +1  | 3 |
| 4. | Північні фризи   | 3 | 0 | 0 | 3 | 7  | 86 | −79 | 0 |

Група E
| Команда 1      | Рахунок | Команда 2         |
| -------------- | ------- | ----------------- |
| Окситанці      | 2:1     | Цимбри            |
| Лужицькі серби | 4:1     | Хорвати з Румунії |
| Окситанці      | 1:2     | Лужицькі серби    |
| Цимбри         | 0:0     | Хорвати з Румунії |
| Окситанці      | 5:0     | Хорвати з Румунії |
| Цимбри         | 0:0     | Лужицькі серби    |

| М  | Команда           | І | В | Н | П | МЗ | МП | РМ | О |
| -- | ----------------- | - | - | - | - | -- | -- | -- | - |
| 1. | Лужицькі серби    | 3 | 2 | 1 | 0 | 6  | 2  | +4 | 7 |
| 2. | Окситанці         | 3 | 2 | 0 | 1 | 8  | 3  | +5 | 6 |
| 3. | Цимбри            | 3 | 0 | 2 | 1 | 1  | 2  | −1 | 2 |
| 4. | Хорвати з Румунії | 3 | 0 | 1 | 2 | 1  | 9  | −8 | 1 |

#### Чвертьфінали
| Команда 1         | Рахунок | Команда 2         |
| ----------------- | ------- | ----------------- |
| Німці з Польщі    | 0:2     | Хорвати з Сербії  |
| Роми з Угорщини   | 5:1     | Ретороманці       |
| Лужицькі серби    | 1:3     | Данці з Німеччини |
| Південні тирольці | 2:0     | Окситанці         |

#### Півфінали
| Команда 1        | Рахунок | Команда 2         |
| ---------------- | ------- | ----------------- |
| Хорвати з Сербії | 5:1     | Данці з Німеччини |
| Роми з Угорщини  | 0:4     | Південні тирольці |

#### Матч за третє місце
| Команда 1         | Рахунок | Команда 2       |
| ----------------- | ------- | --------------- |
| Данці з Німеччини | 0:9     | Роми з Угорщини |

#### Фінал
| Команда 1        | Рахунок | Команда 2         |
| ---------------- | ------- | ----------------- |
| Хорвати з Сербії | 0:1     | Південні тирольці |

### Європеада 2012

#### Груповий етап
Група A
| Команда 1              | Рахунок | Команда 2                   |
| ---------------------- | ------- | --------------------------- |
| Лужицькі серби         | 4:3     | Німці з Польщі              |
| Каринтійській словенці | 7:0     | Національні меншини Естонії |
| Лужицькі серби         | 0:1     | Каринтійській словенці      |
| Німці з Польщі         | 3:0     | Національні меншини Естонії |
| Лужицькі серби         | 8:0     | Національні меншини Естонії |
| Німці з Польщі         | 1:1     | Каринтійській словенці      |

| М  | Команда                     | І | В | Н | П | МЗ | МП | РМ  | О |
| -- | --------------------------- | - | - | - | - | -- | -- | --- | - |
| 1. | Каринтійській словенці      | 3 | 2 | 1 | 0 | 9  | 1  | +8  | 7 |
| 2. | Лужицькі серби              | 3 | 2 | 0 | 1 | 12 | 4  | +8  | 6 |
| 3. | Німці з Польщі              | 3 | 1 | 1 | 1 | 7  | 5  | +2  | 4 |
| 4. | Національні меншини Естонії | 3 | 0 | 0 | 3 | 0  | 18 | −18 | 0 |

Група B
| Команда 1       | Рахунок | Команда 2          |
| --------------- | ------- | ------------------ |
| Роми з Угорщини | 1:1     | Німці з Росії      |
| Ретороманці     | 0:2     | Словаки з Угорщини |
| Роми з Угорщини | 9:0     | Ретороманці        |
| Німці з Росії   | 6:1     | Словаки з Угорщини |
| Роми з Угорщини | 3:0     | Словаки з Угорщини |
| Німці з Росії   | 6:0     | Ретороманці        |

| М  | Команда            | І | В | Н | П | МЗ | МП | РМ  | О |
| -- | ------------------ | - | - | - | - | -- | -- | --- | - |
| 1. | Роми з Угорщини    | 3 | 2 | 1 | 0 | 13 | 1  | +12 | 7 |
| 2. | Німці з Росії      | 3 | 2 | 1 | 0 | 13 | 2  | +11 | 7 |
| 3. | Словаки з Угорщини | 3 | 1 | 0 | 2 | 3  | 9  | −6  | 3 |
| 4. | Ретороманці        | 3 | 0 | 0 | 3 | 0  | 17 | −17 | 0 |

Група C
| Команда 1               | Рахунок | Команда 2               |
| ----------------------- | ------- | ----------------------- |
| Хорвати з Сербії        | 6:2     | Турки з Західної Фракії |
| Ладини                  | 2:0     | Північні фризи          |
| Хорвати з Сербії        | 6:0     | Ладини                  |
| Турки з Західної Фракії | 2:5     | Північні фризи          |
| Хорвати з Сербії        | 5:0     | Північні фризи          |
| Турки з Західної Фракії | 1:1     | Ладини                  |

| М  | Команда                 | І | В | Н | П | МЗ | МП | РМ  | О |
| -- | ----------------------- | - | - | - | - | -- | -- | --- | - |
| 1. | Хорвати з Сербії        | 3 | 3 | 0 | 0 | 17 | 2  | +15 | 9 |
| 2. | Ладини                  | 3 | 1 | 1 | 1 | 3  | 7  | −4  | 4 |
| 3. | Північні фризи          | 3 | 1 | 0 | 2 | 5  | 9  | −4  | 3 |
| 4. | Турки з Західної Фракії | 3 | 0 | 1 | 2 | 5  | 12 | −7  | 1 |

Група D
| Команда 1         | Рахунок     | Команда 2        |
| ----------------- | ----------- | ---------------- |
| Південні тирольці | 8:0         | Німці з Угорщини |
| Карачаївці        | ausgefallen | Німці з Данії    |
| Південні тирольці | 3:0         | Карачаївці       |
| Німці з Угорщини  | ausgefallen | Німці з Данії    |
| Південні тирольці | ausgefallen | Німці з Данії    |
| Німці з Угорщини  | 0:2         | Карачаївці       |

| М  | Команда           | І | В | Н | П | МЗ | МП | РМ  | О |
| -- | ----------------- | - | - | - | - | -- | -- | --- | - |
| 1. | Південні тирольці | 2 | 2 | 0 | 0 | 11 | 0  | +11 | 6 |
| 2. | Карачаївці        | 2 | 1 | 0 | 1 | 2  | 3  | −1  | 3 |
| 3. | Німці з Угорщини  | 2 | 0 | 0 | 2 | 0  | 10 | −10 | 0 |
| 4. | Німці з Данії     | 0 | 0 | 0 | 0 | 0  | 0  | 0   | 0 |

Група E
| Команда 1         | Рахунок | Команда 2 |
| ----------------- | ------- | --------- |
| Данці з Німеччини | 4:1     | Цимбри    |
| Валлійці          | 2:5     | Окситанці |
| Данці з Німеччини | 5:3     | Валлійці  |
| Цимбри            | 0:5     | Окситанці |
| Данці з Німеччини | 0:1     | Окситанці |
| Цимбри            | 3:2     | Валлійці  |

| М  | Команда           | І | В | Н | П | МЗ | МП | РМ | О |
| -- | ----------------- | - | - | - | - | -- | -- | -- | - |
| 1. | Окситанці         | 3 | 3 | 0 | 0 | 11 | 2  | +9 | 9 |
| 2. | Данці з Німеччини | 3 | 2 | 0 | 1 | 9  | 5  | +4 | 6 |
| 3. | Цимбри            | 3 | 1 | 0 | 2 | 4  | 11 | −7 | 3 |
| 4. | Валлійці          | 3 | 0 | 0 | 3 | 7  | 13 | −6 | 0 |

#### Чвертьфінал
| Команда 1              | Рахунок | Команда 2         |
| ---------------------- | ------- | ----------------- |
| Роми з Угорщини        | 1:0     | Лужицькі серби    |
| Південні тирольці      | 3:0     | Окситанці         |
| Каринтійській словенці | 5:0     | Данці з Німеччини |
| Хорвати з Сербії       | 3:1     | Німці з Росії     |

#### Півфінал
| Команда 1              | Рахунок   | Команда 2         |
| ---------------------- | --------- | ----------------- |
| Хорвати з Сербії       | 0:4       | Південні тирольці |
| Каринтійській словенці | 5:6 n. E. | Роми з Угорщини   |

#### Матч за третє місце
| Команда 1        | Рахунок | Команда 2              |
| ---------------- | ------- | ---------------------- |
| Хорвати з Сербії | 1:0     | Каринтійській словенці |

#### Фінал
| Команда 1         | Рахунок | Команда 2       |
| ----------------- | ------- | --------------- |
| Південні тирольці | 3:1     | Роми з Угорщини |

### Європеада 2016

#### Груповий етап
Група A
| Команда 1                | Рахунок | Команда 2                |
| ------------------------ | ------- | ------------------------ |
| Ладини                   | 2:1     | Угорці з Румунії         |
| Адалет (кримські татари) | 3:0     | Турки з Західної Фракії  |
| Адалет (кримські татари) | 1:6     | Угорці з Румунії         |
| Ладини                   | 3:0     | Турки з Західної Фракії  |
| Турки з Західної Фракії  | 0:3     | Угорці з Румунії         |
| Ладини                   | 8:0     | Адалет (кримські татари) |

| М  | Команда                  | І | В | Н | П | МЗ | МП | РМ  | О |
| -- | ------------------------ | - | - | - | - | -- | -- | --- | - |
| 1. | Ладини                   | 3 | 3 | 0 | 0 | 13 | 1  | +12 | 9 |
| 2. | Угорці з Румунії         | 3 | 2 | 0 | 1 | 10 | 3  | +7  | 6 |
| 3. | Адалет (кримські татари) | 3 | 1 | 0 | 2 | 4  | 14 | −10 | 3 |
| 4. | Турки з Західної Фракії  | 3 | 0 | 0 | 3 | 0  | 9  | −9  | 0 |

Група B
| Команда 1        | Рахунок | Команда 2                   |
| ---------------- | ------- | --------------------------- |
| Роми з Угорщини  | 4:0     | Національні меншини Естонії |
| Хорвати з Сербії | 5:2     | Ретороманці                 |
| Хорвати з Сербії | 10:0    | Національні меншини Естонії |
| Роми з Угорщини  | 2:3     | Ретороманці                 |
| Ретороманці      | 4:0     | Національні меншини Естонії |
| Роми з Угорщини  | 0:5     | Хорвати з Сербії            |

| М  | Команда                     | І | В | Н | П | МЗ | МП | РМ  | О |
| -- | --------------------------- | - | - | - | - | -- | -- | --- | - |
| 1. | Хорвати з Сербії            | 3 | 3 | 0 | 0 | 20 | 2  | +18 | 9 |
| 2. | Ретороманці                 | 3 | 2 | 0 | 1 | 9  | 7  | +2  | 6 |
| 3. | Роми з Угорщини             | 3 | 1 | 0 | 2 | 6  | 8  | −2  | 3 |
| 4. | Національні меншини Естонії | 3 | 0 | 0 | 3 | 0  | 18 | −18 | 0 |

Група C
| Команда 1               | Рахунок | Команда 2               |
| ----------------------- | ------- | ----------------------- |
| Каринтійській словенці  | 0:1     | Угорці зі Словаччини    |
| Лужицькі серби          | 5:1     | Німці з Південної Данії |
| Лужицькі серби          | 2:2     | Угорці зі Словаччини    |
| Каринтійській словенці  | 12:0    | Німці з Південної Данії |
| Німці з Південної Данії | 0:10    | Угорці зі Словаччини    |
| Каринтійській словенці  | 3:2     | Лужицькі серби          |

| М  | Команда                 | І | В | Н | П | МЗ | МП | РМ  | О |
| -- | ----------------------- | - | - | - | - | -- | -- | --- | - |
| 1. | Угорці зі Словаччини    | 3 | 2 | 1 | 0 | 13 | 2  | +11 | 7 |
| 2. | Каринтійській словенці  | 3 | 2 | 0 | 1 | 15 | 3  | +12 | 6 |
| 3. | Лужицькі серби          | 3 | 1 | 1 | 1 | 9  | 6  | +3  | 4 |
| 4. | Німці з Південної Данії | 3 | 0 | 0 | 3 | 1  | 27 | −26 | 0 |

Група D
| Команда 1          | Рахунок | Команда 2          |
| ------------------ | ------- | ------------------ |
| Окситанці          | 4:1     | Арумуни            |
| Данці з Німеччини  | 2:3     | Словаки з Угорщини |
| Данці з Німеччини  | 6:0     | Арумуни            |
| Окситанці          | 4:1     | Словаки з Угорщини |
| Словаки з Угорщини | 8:1     | Арумуни            |
| Окситанці          | 1:1     | Данці з Німеччини  |

| М  | Команда            | І | В | Н | П | МЗ | МП | РМ  | О |
| -- | ------------------ | - | - | - | - | -- | -- | --- | - |
| 1. | Окситанці          | 3 | 2 | 1 | 0 | 9  | 3  | +6  | 7 |
| 2. | Словаки з Угорщини | 3 | 2 | 0 | 1 | 12 | 7  | +5  | 6 |
| 3. | Данці з Німеччини  | 3 | 1 | 1 | 1 | 9  | 4  | +5  | 4 |
| 4. | Арумуни            | 3 | 0 | 0 | 3 | 2  | 18 | −16 | 0 |

Група E
| Команда 1                | Рахунок | Команда 2                |
| ------------------------ | ------- | ------------------------ |
| Південні тирольці        | 3:0     | Менці                    |
| Північні фризи           | 5:5     | Німці з Верхньої Сілезії |
| Північні фризи           | 3:2     | Менці                    |
| Південні тирольці        | 3:1     | Німці з Верхньої Сілезії |
| Німці з Верхньої Сілезії | 0:2     | Менці                    |
| Південні тирольці        | 8:2     | Північні фризи           |

| М  | Команда                  | І | В | Н | П | МЗ | МП | РМ  | О |
| -- | ------------------------ | - | - | - | - | -- | -- | --- | - |
| 1. | Південні тирольці        | 3 | 3 | 0 | 0 | 14 | 3  | +11 | 9 |
| 2. | Північні фризи           | 3 | 1 | 1 | 1 | 10 | 15 | −5  | 4 |
| 3. | Менці                    | 3 | 1 | 0 | 2 | 4  | 6  | −2  | 3 |
| 4. | Німці з Верхньої Сілезії | 3 | 0 | 1 | 2 | 6  | 10 | −4  | 1 |

Група F
| Команда 1        | Рахунок | Команда 2        |
| ---------------- | ------- | ---------------- |
| Цимбри           | 0:8     | Серби з Хорватії |
| Німці з Росії    | 9:0     | Німці з Угорщини |
| Німці з Росії    | 0:0     | Серби з Хорватії |
| Цимбри           | 2:2     | Німці з Угорщини |
| Німці з Угорщини | 2:2     | Серби з Хорватії |
| Цимбри           | 1:8     | Німці з Росії    |

| М  | Команда          | І | В | Н | П | МЗ | МП | РМ  | О |
| -- | ---------------- | - | - | - | - | -- | -- | --- | - |
| 1. | Німці з Росії    | 3 | 2 | 1 | 0 | 17 | 1  | +16 | 7 |
| 2. | Серби з Хорватії | 3 | 1 | 2 | 0 | 10 | 2  | +8  | 5 |
| 3. | Німці з Угорщини | 3 | 0 | 2 | 1 | 4  | 13 | −9  | 2 |
| 4. | Цимбри           | 3 | 0 | 1 | 2 | 3  | 18 | −15 | 1 |

Група X (жінки)
| Команда 1         | Рахунок | Команда 2         |
| ----------------- | ------- | ----------------- |
| Окситанки         | 12:1    | Лужицькі сербки   |
| Південні тирольки | 5:0     | Лужицькі сербки   |
| Окситанки         | 2:1     | Південні тирольки |

| М  | Команда           | І | В | Н | П | МЗ | МП | РМ  | О |
| -- | ----------------- | - | - | - | - | -- | -- | --- | - |
| 1. | Окситанки         | 2 | 2 | 0 | 0 | 17 | 2  | +15 | 6 |
| 2. | Південні тирольки | 2 | 1 | 0 | 1 | 6  | 2  | +4  | 3 |
| 3. | Лужицькі сербки   | 2 | 0 | 0 | 2 | 1  | 17 | −16 | 0 |

Група Y (жінки)
| Команда 1       | Рахунок | Команда 2   |
| --------------- | ------- | ----------- |
| Німкені з Росії | 1:0     | Ладинки     |
| Ретороманки     | 1:2     | Ладинки     |
| Німкені з Росії | 9:0     | Ретороманки |

| М  | Команда       | І | В | Н | П | МЗ | МП | РМ  | О |
| -- | ------------- | - | - | - | - | -- | -- | --- | - |
| 1. | Німці з Росії | 2 | 2 | 0 | 0 | 10 | 0  | +10 | 6 |
| 2. | Ладинки       | 2 | 1 | 0 | 1 | 2  | 2  | 0   | 3 |
| 3. | Ретороманки   | 2 | 0 | 0 | 2 | 1  | 11 | −10 | 0 |

#### Чвертьфінал (чоловіки)
| Команда 1         | Рахунок   | Команда 2              |
| ----------------- | --------- | ---------------------- |
| Південні тирольці | 6:1       | Угорці з Румунії       |
| Окситанці         | 5:3 n. E. | Угорці зі Словаччини   |
| Ховати з Сербії   | 2:0       | Ладини                 |
| Німці з Росії     | 3:6       | Каринтійській словенці |

#### Півфінал (чоловіки)
| Команда 1         | Рахунок | Команда 2              |
| ----------------- | ------- | ---------------------- |
| Ховати з Сербії   | 0:3     | Окситанці              |
| Південні тирольці | 2:0     | Каринтійській словенці |

#### Півфінал (жінки)
| Команда 1       | Рахунок | Команда 2         |
| --------------- | ------- | ----------------- |
| Окситанки       | 6:0     | Ладинки           |
| Німкені з Росії | 0:1     | Південні тирольки |

#### Фінал (чоловіки)
| Команда 1 | Рахунок | Команда 2         |
| --------- | ------- | ----------------- |
| Окситанки | 1:2     | Південні тирольки |

#### Фінал (жінки)
| Команда 1 | Рахунок | Команда 2         |
| --------- | ------- | ----------------- |
| Окситанки | 2:3     | Південні тирольки |

### Європеада 2020

#### Груповий етап
Турнір відбудеться в червні 2020 в Каринтії (Словенія). В ньому візьмуть участь 24 чоловічі команди, поділені на 6 групі, і 7 жіночих, поділені на 2 групи. Матчі відбуватимуться за тією ж системою, що й на попередньому турнірі.